# Leucochroma
Leucochroma is een geslacht van vlinders uit de familie van de grasmotten (Crambidae), uit de onderfamilie van de Spilomelinae. De wetenschappelijke naam van dit geslacht is voor het eerst voorgesteld door Achille Guenée in een publicatie uit 1854.

## Soorten
- Leucochroma colombiensis Hampson, 1912
- Leucochroma corope (Stoll, 1781)
- Leucochroma formosalis Amsel, 1956
- Leucochroma hololeuca (Hampson, 1912)
- Leucochroma jamaicensis Hampson, 1912
- Leucochroma neutralis Dognin, 1904